# Velarifictorus ghanzicus
Velarifictorus ghanzicus är en insektsart som beskrevs av Otte, D. 1987. Velarifictorus ghanzicus ingår i släktet Velarifictorus och familjen syrsor. Inga underarter finns listade i Catalogue of Life.